# Cimetière militaire allemand d'Annœullin
Le cimetière militaire allemand d'Annœullin est un cimetière militaire allemand de la Première Guerre mondiale situé à Annœullin, dans le département français du Nord.

## Localisation
Ce cimetière est implanté au sud-est de la ville, à côté du cimetière communal, rue du Vent de Bise.

## Historique
Le cimetière militaire allemand d'Annœullin a été créé par l'armée allemande en octobre 1915 afin d'inhumer les victimes des violents combats ayant eu lieu à l'ouest de la localité, dans le secteur du front situé entre Armentières et Lens. Jusqu'en octobre 1918 y ont été enterrées principalement les victimes des attaques britanniques de grande envergure du printemps et de l'automne 1917, des attaques allemandes du printemps de 1918 et des batailles défensives qui ont suivi. Pendant l'entre-deux-guerres, le Volksbund Deutsche Kriegsgräberfürsorge a effectué les premiers travaux sur l'enceinte et a procédé à la plantation d'arbres. Après la conclusion de l'accord franco-allemand sur les sépultures de guerre du 19 juillet 1966, le Volksbund Deutsche Kriegsgräberfürsorge a mis au point le plan définitif du cimetière. Outre la refonte de l’ensemble du site et la construction d’une nouvelle entrée à murs en aile en 1980, les anciennes tombes provisoires en bois ont été remplacées par des croix en métal comportant les noms et dates des personnes qui y reposent.

## Caractéristiques
Ce vaste cimetière agrémenté de nombreux arbres, d'une superficie de plus de 2 hectares, compte 1 627 tombes de soldats allemands et 7 de prisonniers russes et abrite celle de l'as britannique Albert Ball.

## Images

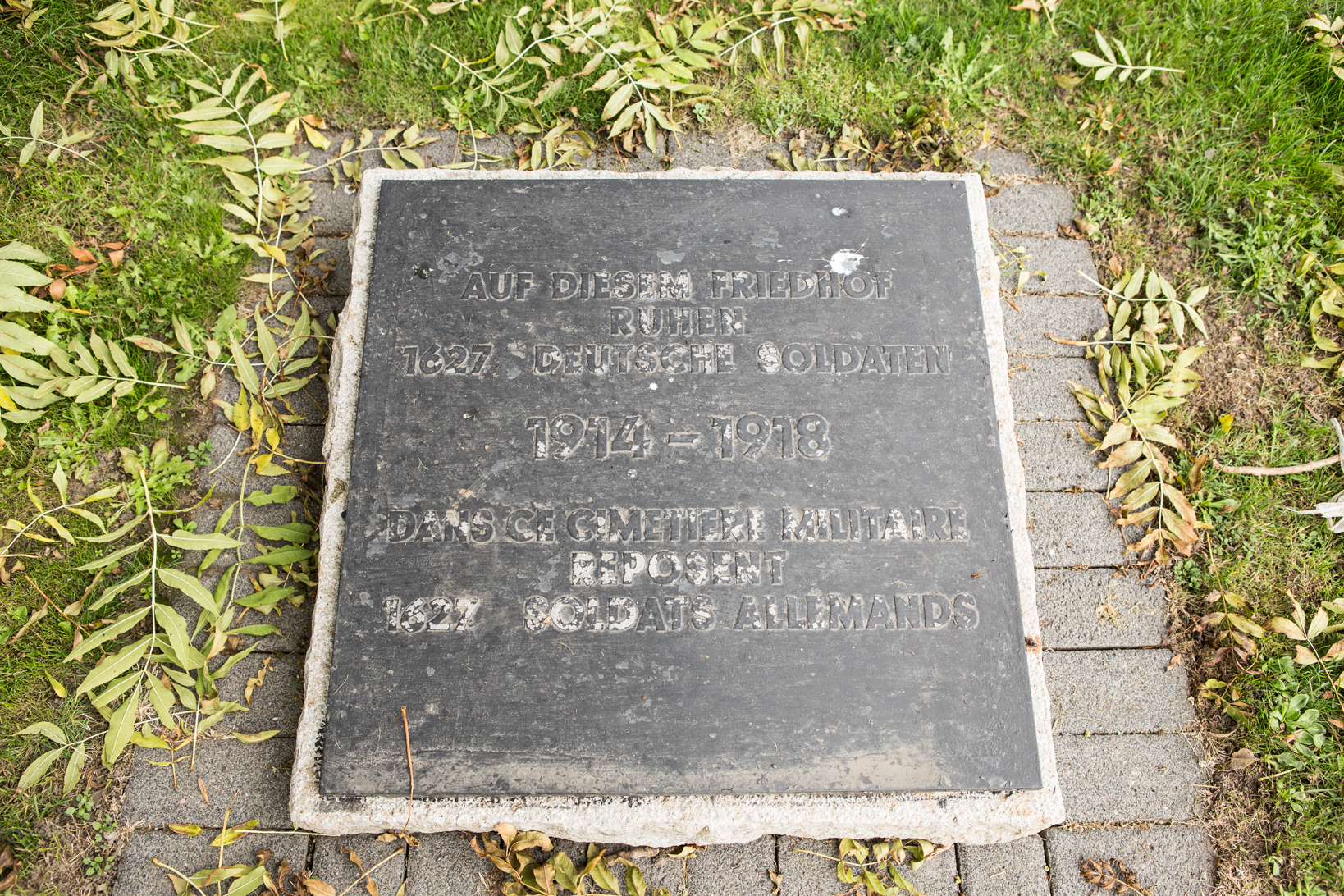
« Dans ce cimetière reposent 1627 soldats allemands. »
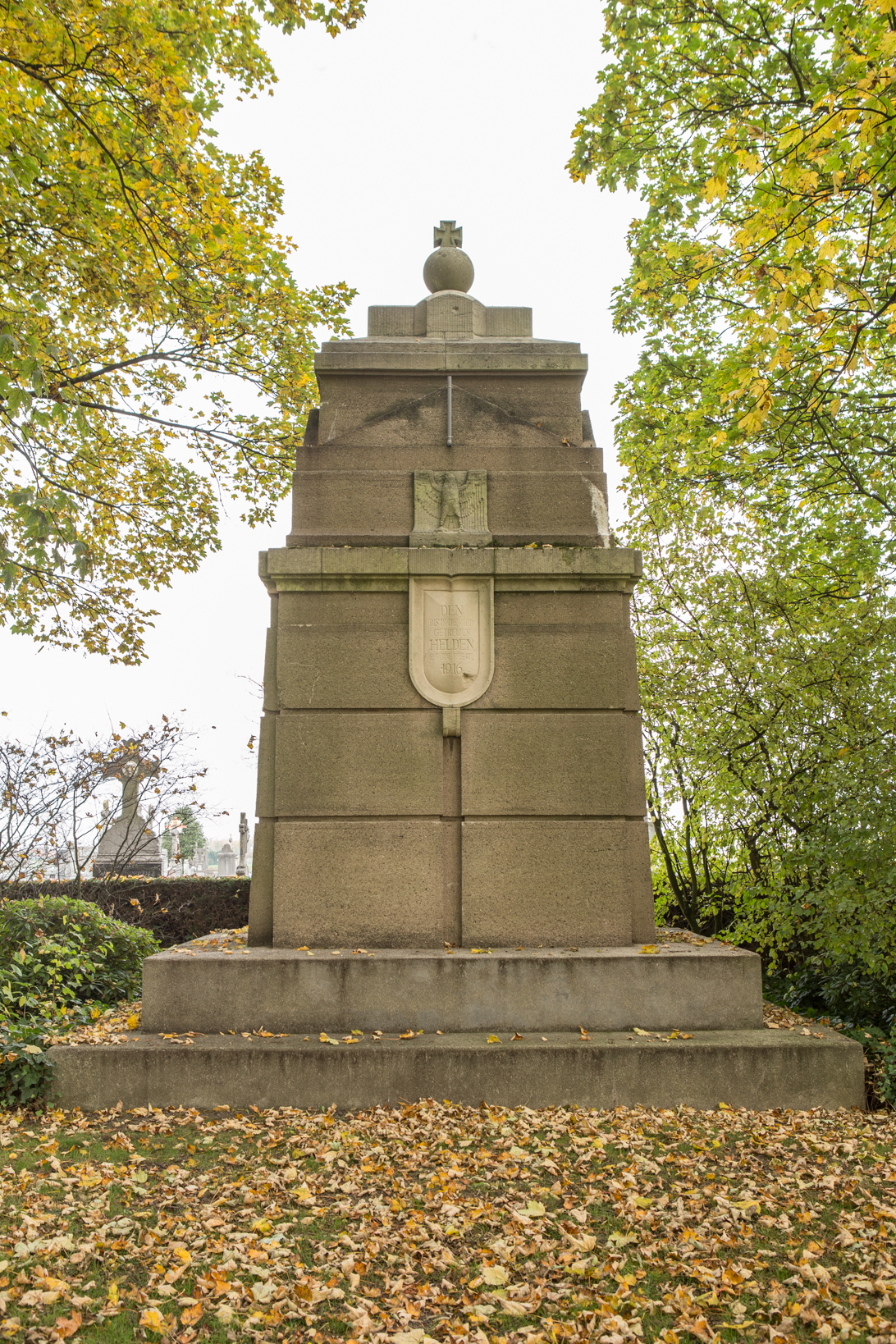
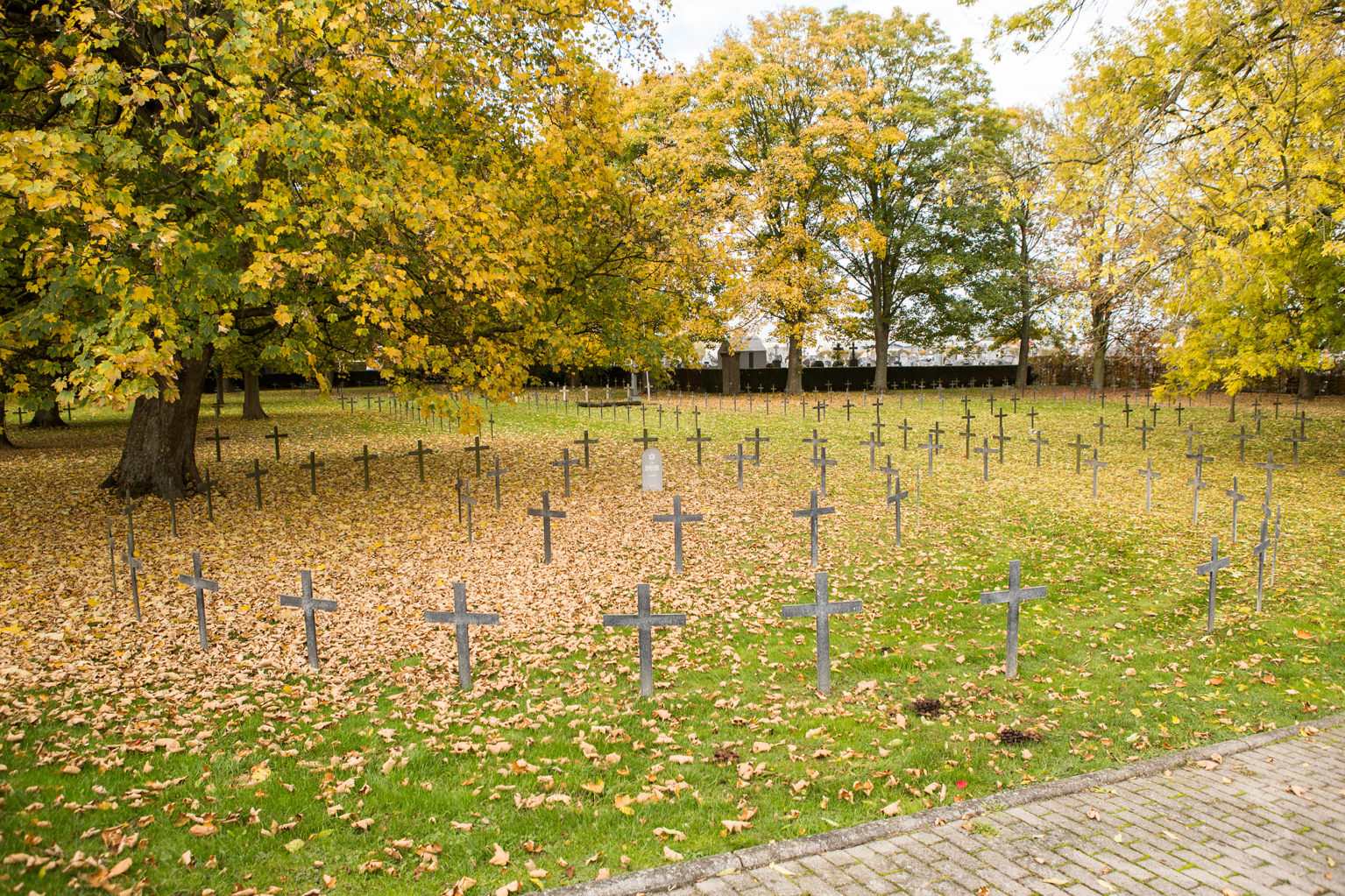
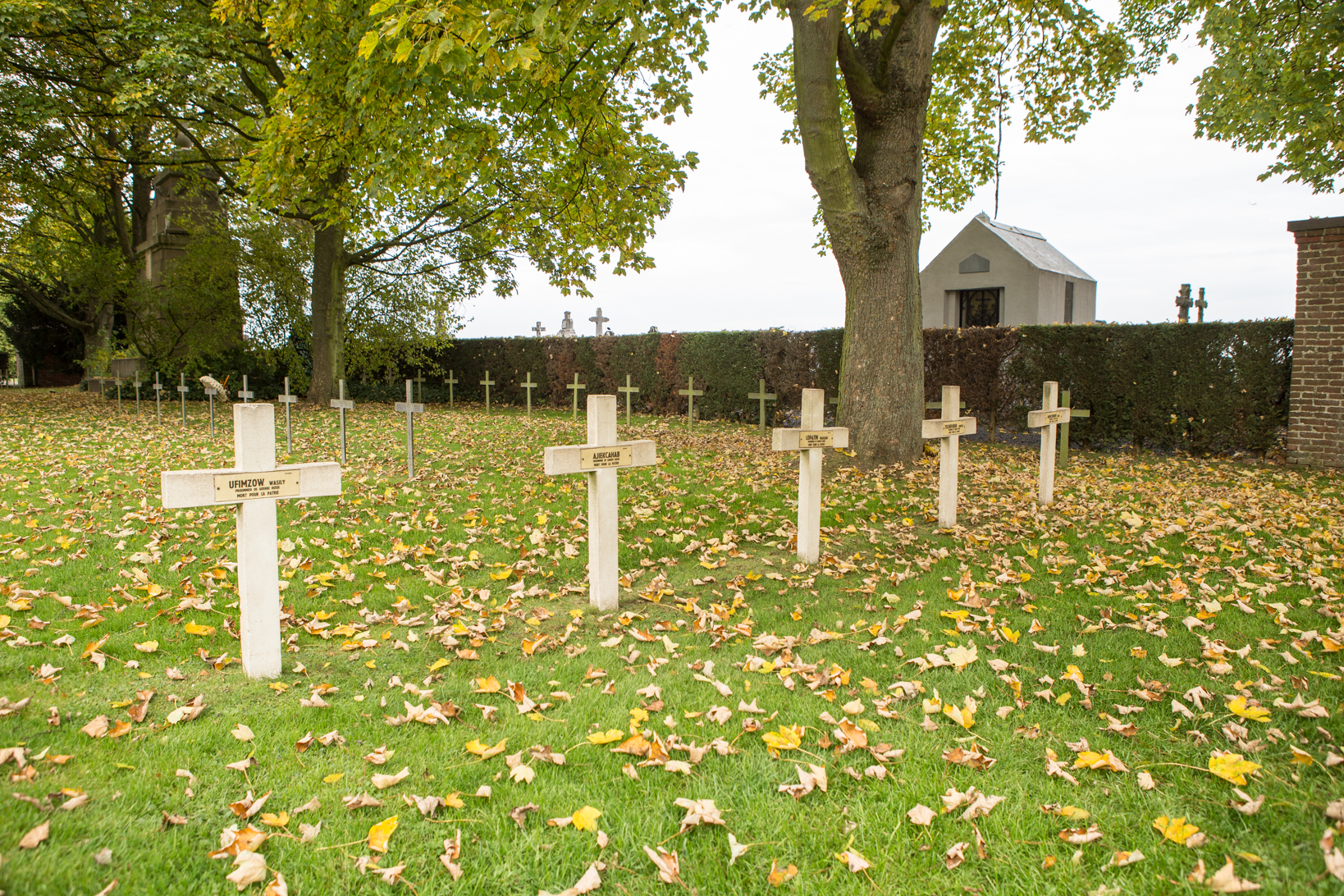
Tombes de prisonniers russes.
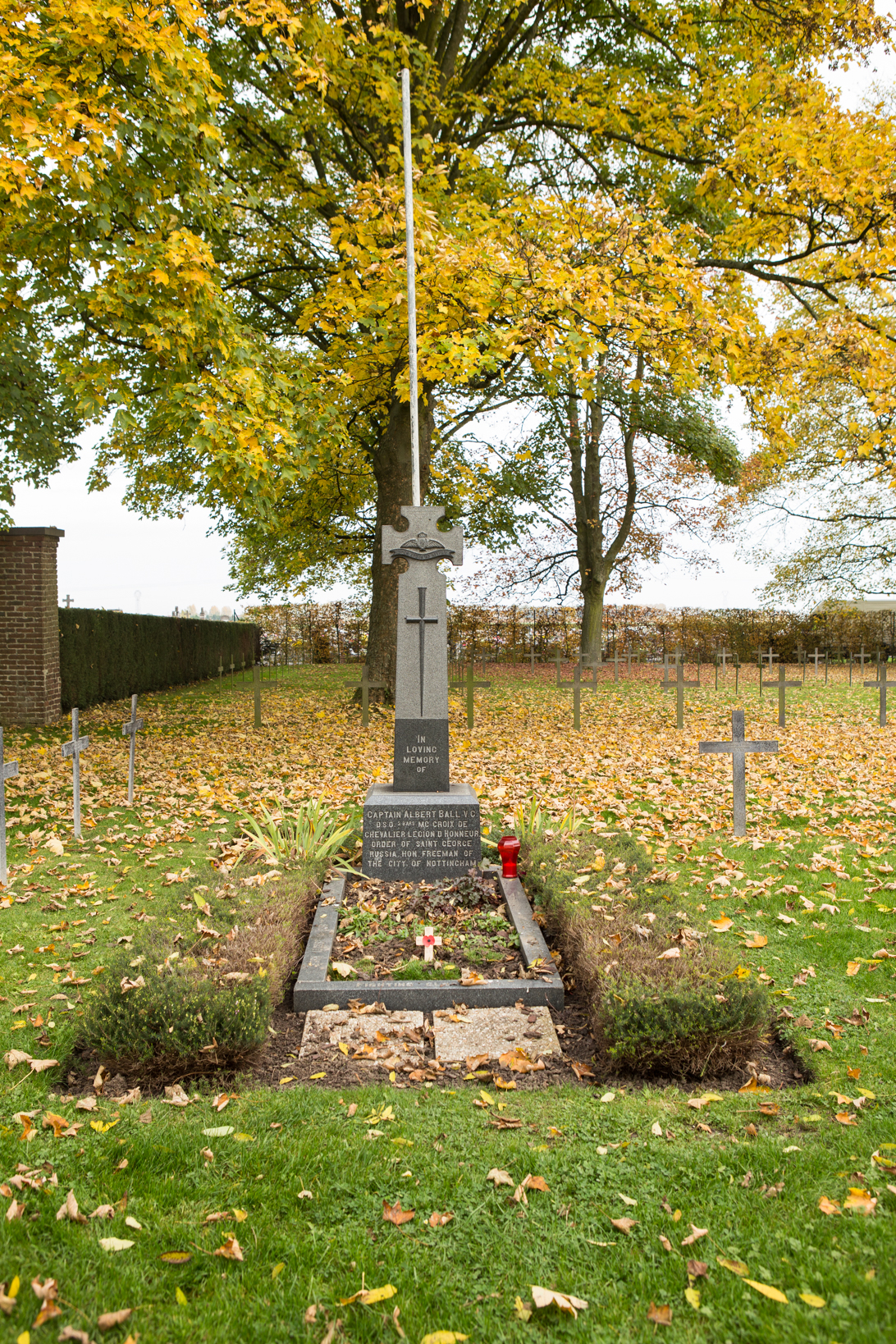
Tombe de l'aviateur britannique Albert Ball.

## Sépultures
| Pays         | Sépultures |
| ------------ | ---------- |
| Allemagne    | 1 627      |
| Empire russe | 7          |
| Royaume-Uni  | 1          |
| Total        | 1 635      |